# Vättis
Vättis är en ort i kommunen Pfäfers i kantonen Sankt Gallen, Schweiz. 